# Залазна (село)
Залазна́ (рос. Залазна) — село у складі Омутнінського району Кіровської області, Росія. Адміністративний центр Залазнинського сільського поселення.
Населення становить 913 осіб (2010, 1080 у 2002).
Національний склад станом на 2002 рік — росіяни 98 %.